# Lim Jeong-hee
Lim Jeong-hee (en hangul, 임정희) (Seúl, Corea del Sur, 17 de mayo de 1981) es una cantante de R&B surcoreana. Debutó en el 2005 bajo JYP Entertainment. Una de sus notables actuaciones en 2005 fue en 5th Pattaya Music Festival in Thailand que ayudó a promover y exponerla a la industria de la música extranjera.

## Biografía
Lim Jeong-hee creció en un ambiente musical, en el que su padre era un ferviente admirador de la música pop y un colector de innumerables discos de música. 
Fue educada en la música clásica en su infancia y aprendió a tocar el piano. A pesar de esto, a medida que crecía, ganó más interés en la música pop en lugar de la música clásica que había estudiado.
En la escuela secundaria, Lim participó en un concurso de canciones para adolescentes y ganó el gran premio. La experiencia de competir en el concurso y de ganar el primer premio la llevó a entrar en la universidad para estudiar música pop.

## Carrera
Ella firmó con JYP Entertainment como algunas de las mayores estrellas del pop de Corea Rain y g.o.d. Sin embargo, Lim es más famosa en la escena musical de la calle que en la televisión o la radio. Incluso antes de que ella debutara oficialmente, Lim había hecho innumerables espectáculos de calle por su cuenta lo que llevó a la creación de sus múltiples clubes de fanes.
Lim lanzó su primer miniálbum titulado "Music is My Life." A través de sus actuaciones en la calle, Lim dijo que ella ha aprendido mucho acerca de la música y se encontró un aumento en el amor y la pasión hacia la música. Lim dice que seguirá manteniendo actuaciones en la calle, no sólo en Seúl, sino también en todo el país.
Su tercer álbum, "Before I Go J-Lim" fue noticia por aparecer Big Boi de Outkast, quien apareció en el vídeo musical.
El 8 de mayo de 2011 es lanzado un video musical con G.NA, Hyuna y el comediante Park Hwi Soon llamado "Golden Lady" And then, on May 12 2011 she made her comeback performance on M! Countdown with her single 'Golden Lady'
El 2 de julio de 2011, anunció que ha sido elegida como la protagonista femenina de "Temptation of Wolves", y será abordar el reto de su primer musical. A partir del 12 de julio hasta el 3 de octubre, Lim Jeong-hee se presentará como "Jung Hankyung", una chica encantadora que está atrapada entre dos tipos diferentes de su amor.
El 20 de noviembre de 2011 anunció que será compañera de dúo de Brian McKnight por su último álbum completo "JUST ME". Ella declaró: "Es un gran honor estar de pie en el mismo escenario que Brian McKnight."

## Discografía

### Álbumes
| Año  | Título |
| ---- | --- |
| 2005 | Music is My Life - Lanzamiento: 12 de junio de 2005 - Discográfica: JYP Entertainment - Formato: CD, descarga digital - Ventas: —  |
| 2006 | Thanks - Lanzamiento: 23 de marzo de 2006 - Discográfica: JYP Entertainment - Formato: CD, descarga digital - Ventas: —            |
| 2007 | Before I Go J-Lim - Lanzamiento: 8 de octubre de 2007 - Discgráfica: JYP Entertainment - Formato: CD, descarga digital - Ventas: — |

### Miniálbumes
| Año  | Título |
| ---- | --- |
| 2010 | It Can't Be Real - Lanzamiento: 30 de septiembre de 2010 - Discográfica: JYP Entertainment - Formato: CD, descarga digital - Ventas: — |
| 2011 | Golden Lady - Lanzamiento: 9 de mayo de 2011 - Discográfica: JYP Entertainment - Formato: CD, descarga digital - Ventas: —             |

### Sencillos
| Año  | Título                  | Posiciones en listas | Notas                |
| Año  | Título                  | KOR                  | Notas                |
| ---- | ----------------------- | -------------------- | -------------------- |
| 2005 | "Belief"                | —                    | The Rain OST         |
| 2007 | "People Like You"       | —                    | English              |
| 2007 | "Madly In Love"         | —                    | English              |
| 2010 | "On The Way To Breakup" | —                    | Feat. Jokwon         |
| 2011 | "Golden Lady"           | 4                    | Feat. Hyuna          |
| 2014 | "Scent Of a Flower"     | —                    | Emergency Couple OST |

### Featurings
| Año  | Álbum                                                                   | Canción                                                            | Artistas    |
| ---- | ----------------------------------------------------------------------- | ------------------------------------------------------------------ | ----------- |
| 2004 | The Genesis - Lanzamiento: 12 de julio de 2004                          | Track 13. "Pray #2" ("기도 # 2")                                   | Vasco       |
| 2004 | It's Raining - Lanzamiento: 11 de octubre de 2004                       | Track 7. "My Groove"                                               | Rain        |
| 2004 | g.o.d's 6th album - Lanzamiento: 11 de diciembre de 2004                | Track 10. "When Love Is Hard"                                      | g.o.d       |
| 2005 | Seoul City's Finest : Superior Vol.2 - Lanzamiento: 3 de agosto de 2005 | Track 4. "힙합 뮤직"                                               | Joo Suc     |
| 2005 | Love Record - Lanzamiento: 3 de junio de 2005                           | Track 7. "Love is understanding"                                   | Windy City  |
| 2005 | Heroes of Earth - Lanzamiento: 30 de diciembre de 2005                  | Track 5. "完美的互動/Wan Mei De Hu Dong (The Perfect Interaction)" | Leehom Wang |
| 2006 | Rain's World - Lanzamiento: 14 de octubre de 2006                       | Track 6. "Cassopeia"                                               | Rain        |
| 2009 | 30 Minutes Ago - Lanzamiento: 8 de septiembre de 2009                   | Track 1. "30 Minutes Ago" ("30분전")                               | Lee Hyun    |
| 2011 | Dream High OST Part.6 - Lanzamiento: 7 de febrero de 2011               | Track 2. "Don't Go" ("가지마")                                     | Jun. K      |

## Filmografía

### Programas de variedades
| Año  | Título              | Cadena | Notas |
| ---- | ------------------- | ------ | --- |
| 2016 | King of Mask Singer | MBC    | participó como "Rolled Up Good Fortune" (ep. 39-40) participó como "Quit Isn’t in My Vocabulary, Prohibit Resignation" (ep. Special Live 2016) |

## Premios y nominaciones
| Año  | Premio                  | Categoría            | Trabajo nominado   | Resultados |
| ---- | ----------------------- | -------------------- | ------------------ | ---------- |
| 2005 | Mnet Asian Music Awards | Best New Artist      | "Music Is My Life" | Ganadora   |
| 2006 | Mnet Asian Music Awards | Best R&B Performance | "Traces"           | Nominada   |